# První vláda Mariána Čalfy
První vláda Mariána Čalfy, označovaná též vláda národního porozumění, byla československá federální vláda jmenovaná 10. prosince 1989 v průběhu sametové revoluce. Jejím úkolem bylo připravit svobodné volby. Označení „vláda národního porozumění“ se používá v Česku a na Slovensku, v některých případech však může označovat všeobecně vládu, jejímž cílem je připravit všeobecné volby po svrhnutí diktatury.

## Hlavní cíle vlády
Vláda byla ustanovena 10. prosince 1989. Předsedou byl Marián Čalfa. V projevu před Federálním shromážděním obeznámil občany s cíli této vlády. Kromě jiného:
- zabezpečit účast občanů na správě státu
- rozdělení moci na zákonodárnou, výkonnou a soudní
- připravit přechod na tržní hospodářství
- práce na návrhu nové ústavy
- připravit návrh nového zákona o svobodě náboženských vyznání a o náboženských společnostech

Vláda byla u moci do 27. června 1990, kdy ji nahradila takzvaná Vláda národní oběti vedená rovněž Mariánem Čalfou.

## Poměr sil ve vládě

### Počet ministrů

#### při jmenování
| - KSČ       | 10 |
| - OF        | 4  |
| - nezávislí | 3  |
| - ČSL       | 2  |
| - ČSS       | 2  |

#### únor – duben 1990
| - OF        | 8 |
| - KSČ       | 6 |
| - VPN       | 3 |
| - ČSL       | 2 |
| - ČSS       | 2 |
| - nezávislí | 2 |
| - KDH       | 1 |

#### duben – květen 1990
| - OF        | 8 |
| - KSČ       | 6 |
| - nezávislí | 4 |
| - VPN       | 3 |
| - ČSS       | 2 |
| - ČSL       | 1 |
| - KDH       | 1 |

#### květen – červen 1990
| - OF        | 7 |
| - KSČ       | 6 |
| - nezávislí | 4 |
| - VPN       | 3 |
| - ČSS       | 2 |
| - ČSL       | 2 |
| - KDH       | 1 |

## Členové vlády
Ve vládě bylo 10 členů Komunistické strany Československa (KSČ), 2 členové Československé strany socialistické (ČSS), 2 členové Československé strany lidové (ČSL) a 7 členů bez stranické příslušnosti.
| Portfej                                                                             | Ministr              | Člen strany | Člen strany     | Nástup do úřadu   | Odchod z úřadu  |
| ----------------------------------------------------------------------------------- | -------------------- | ----------- | --------------- | ----------------- | --------------- |
| Předseda vlády                                                                      | Marián Čalfa         |             | VPN (dříve KSČ) | 10. prosince 1989 | 27. června 1990 |
| 1. místopředseda vlády                                                              | Valtr Komárek        |             | OF (dříve KSČ)  | 10. prosince 1989 | 27. června 1990 |
| 1. místopředseda vlády                                                              | Ján Čarnogurský      |             | KDH             | 10. prosince 1989 | 27. června 1990 |
| Místopředseda vlády – předseda vlády ČR                                             | František Pitra      |             | KSČ             | 10. prosince 1989 | 13. února 1990  |
| Místopředseda vlády – předseda vlády ČR                                             | Petr Pithart         |             | OF              | 13. února 1990    | 27. června 1990 |
| Místopředseda vlády – předseda vlády SR                                             | Milan Čič            |             | VPN (dříve KSČ) | 10. prosince 1989 | 27. června 1990 |
| Místopředseda vlády Ministr zahraničních věcí                                       | Jiří Dienstbier st.  |             | OF              | 10. prosince 1989 | 27. června 1990 |
| Místopředseda vlády Předseda Státní plánovací komise                                | Vladimír Dlouhý      |             | OF (dříve KSČ)  | 10. prosince 1989 | 27. června 1990 |
| Místopředseda vlády Předseda Státní komise pro vědeckotechnický a investiční rozvoj | František Reichel    |             | ČSL             | 10. prosince 1989 | 6. dubna 1990   |
| Místopředseda vlády Předseda Státní komise pro vědeckotechnický a investiční rozvoj | Armin Delong         |             | nestraník       | 6. dubna 1990     | 27. června 1990 |
| Místopředseda vlády                                                                 | Oldřich Burský       |             | ČSS             | 10. prosince 1989 | 6. dubna 1990   |
| Místopředseda vlády                                                                 | Václav Valeš         |             | nestraník       | 6. dubna 1990     | 27. června 1990 |
| Místopředseda vlády                                                                 | Josef Hromádka       |             | nestraník       | 10. prosince 1989 | 27. června 1990 |
| Ministr národní obrany                                                              | Miroslav Vacek       |             | KSČ             | 10. prosince 1989 | 27. června 1990 |
| Ministr zahraničního obchodu                                                        | Andrej Barčák ml.    |             | KSČ             | 10. prosince 1989 | 27. června 1990 |
| Ministr vnitra                                                                      | Richard Sacher       |             | ČSL             | 30. prosince 1989 | 27. června 1990 |
| Ministr financí                                                                     | Václav Klaus         |             | OF              | 10. prosince 1989 | 27. června 1990 |
| Ministr zemědělství a výživy                                                        | Oldřich Burský       |             | ČSS             | 7. dubna 1990     | 12. května 1990 |
| Ministr zemědělství a výživy                                                        | Rudolf Kutnar        |             | ČSS             | 12. května 1990   | 27. června 1990 |
| Ministr pověřený řízením Federálního cenového úřadu                                 | Ladislav Dvořák      |             | ČSS             | 10. prosince 1989 | 27. června 1990 |
| Ministr práce a sociálních věcí                                                     | Petr Miller          |             | OF              | 10. prosince 1989 | 27. června 1990 |
| Ministr hutnictví, strojírenství a elektrotechniky                                  | Ladislav Vodrážka    |             | KSČ             | 10. prosince 1989 | 13. února 1990  |
| Ministr hutnictví, strojírenství a elektrotechniky                                  | Slavomír Stračár     |             | VPN             | 13. února 1990    | 27. června 1990 |
| Ministr pověřený řízením Ministerstva spojů                                         | Róbert Martinko      |             | nestraník       | 13. února 1990    | 27. června 1990 |
| Ministr paliv a energetiky                                                          | František Pinc       |             | KSČ             | 10. prosince 1989 | 13. února 1990  |
| Ministr paliv a energetiky                                                          | Jaroslav Sůva        |             | KSČ             | 13. února 1990    | 27. června 1990 |
| Ministr dopravy                                                                     | František Podlena    |             | KSČ             | 10. prosince 1989 | 27. června 1990 |
| Ministryně – předsedkyně Výboru lidové kontroly ČSSR                                | Květoslava Kořínková |             | OF              | 10. prosince 1989 | 27. června 1990 |
| Ministr bez portfeje                                                                | Vladimír Príkazský   |             | OF              | 10. prosince 1989 | 11. května 1990 |
| Ministr bez portfeje                                                                | Karel Havlík         |             | ČSL             | 11. května 1990   | 27. června 1990 |

## Národní vlády
Kromě federální vlády existovaly také dvě národní, v Česku (vláda Petra Pitharta) a na Slovensku vláda (vedená Milanem Čičem).